# Mystery Shopping

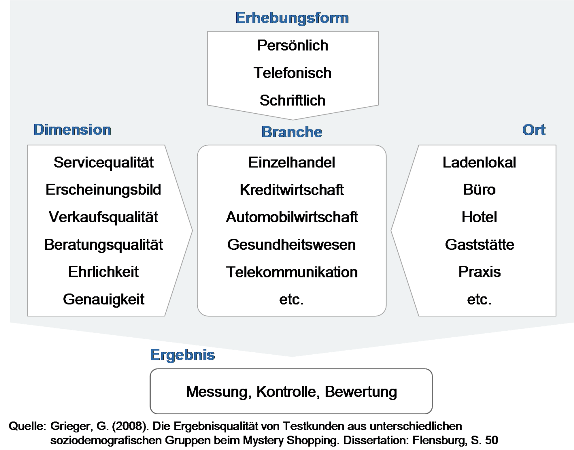
Bezugsrahmen Mystery Shopping

Unter den Begriff Mystery Shopping bzw. Testkauf werden im Allgemeinen Verfahren zur Erhebung von Dienstleistungsqualität subsumiert, bei denen geschulte Beobachter, sogenannte Testkäufer oder Testkunden, als normale Kunden auftreten und reale Kundensituationen wahrnehmen. Das Dienstleistungsgeschehen wird dabei nach einem zuvor festgelegten Kriterienkatalog bewertet. Eine möglichst objektive Beurteilung von Qualitätsaspekten ist zentrales Ziel des Verfahrens.
Die dienstleistenden Mitarbeiter sollen nicht bemerken, dass es sich um Testkäufe handelt; wenn sie es merken würden, würden sie die Qualität ihrer Dienstleistung für den Testkäufer maximieren.
Neben der Qualität der Dienstleistung (z. B. Kaufberatung) können auch allgemeine Faktoren wie Freundlichkeit und von der Dienstleistung unabhängige Aspekte wie Wachsamkeit bei Ladendiebstahl, Ordnung und Sauberkeit im Laden und vieles mehr getestet werden.

## Abgrenzung
Ergebnisse eines Mystery-Shopping-Projekts werden üblicherweise nicht veröffentlicht. Ein Branchenvergleich ist damit nicht möglich.
Dagegen testen Unternehmen, die z. B. Hotel-, Restaurant- oder Camping-Führer herausgeben, viele Unternehmen einer Branche und veröffentlichen anschließend Ergebnisse in gedruckter Form oder online. Die Neutralität solcher Tests ist de facto nicht zu überprüfen und umstritten: oft wiegt der subjektive Eindruck schwer – bei Dienstleistungen und auch bei der Qualität z. B. von Speisen.
Finanzdienstleistungen werden beispielsweise von der Stiftung Warentest bewertet und verglichen, die als staatliche Stiftung und Non-Profit-Organisation finanziell unabhängig angelegt ist. 
Die Beurteilung von Online-Händlern wird häufig in die Hände der Kunden gelegt. Ein fester Kriterienkatalog und eine objektive Beurteilung sind nicht gegeben. Der Leser weiß nie, welche Interessen möglicherweise hinter einer Bewertung stehen. Unternehmen, die ihre Bewertungen manipulieren, riskieren extrem schlechte Kritiken.

## Zielsetzung
In der praktischen und wissenschaftlichen Literatur herrscht Einigkeit darüber, dass Schwachstellen und somit Verbesserungspotenziale im Prozess der Erstellung von Dienstleistungen mit Hilfe des Verfahrens Testeinkauf gefunden werden können. Dieses Instrument ist insbesondere geeignet, um die Einhaltung von Vorgaben zu überprüfen (z. B. Servicestandards, Erscheinungsbild, Platzierung von Produkten und Werbemitteln im Einzelhandel, Verhalten bei Kassiervorgängen). Die Daten werden an der Kundenschnittstelle erhoben (z. B. Point of Sale, Call-Center, Schriftverkehr, Außendienst) und können die Basis für inner- und außerbetriebliche Leistungsvergleiche bilden, mit Anreizsystemen gekoppelt werden, als Basis für Schulungsmaßnahmen dienen, zur Messung von Service- oder Beratungsqualität eingesetzt werden oder als Ausgangspunkt zur Qualitätsentwicklung verwendet werden.

## Einsatzformen
Einsatz und Vorgehensweise bei Mystery Shopping hängen mit der angestrebten Zielsetzung zusammen. Grundsätzlich sind drei Erhebungsformen zu unterscheiden: persönliche Erhebung, schriftliche Erhebung und telefonische Erhebung. Gemeinsam haben alle Formen von Mystery Shopping das Auftreten von Testpersonen, die Daten anhand eines vorab definierten Beobachtungskataloges erheben und dokumentieren. Der Katalog bezieht sich auf die zu erhebende Dimension (z. B. Erscheinungsbild, Freundlichkeit, Reaktionsgeschwindigkeit) und orientiert sich inhaltlich an den die jeweilige Branche betreffenden Eigenschaften, dem Ort der Erhebung, der Erhebungsform und dem angestrebten Ergebnis.
Neben Testkäufen gibt es weitere Arten von Servicetests, welche analog zum Mystery Shopping durchgeführt werden. Als Mystery Call bezeichnet man das Durchführen von Testanrufen. Ein Mystery Guest testet die Dienstleistungen in Hotels oder Restaurants. Auch das Versenden von Test-E-Mails ist eine Form von Servicetest. Eine andere Form des Mystery Calls sind Customer Reality Checks, bei denen tatsächliche Kundenkontakte mit den Standards von Mystery Calls überprüft werden.
Bei den Anbietern für die Durchführung von Servicetests gibt es zwei unterschiedliche Philosophien. Die einen setzen auf Laientester, die anderen auf professionelle Tester.

## Ablauf eines Mystery-Shopping-Projektes

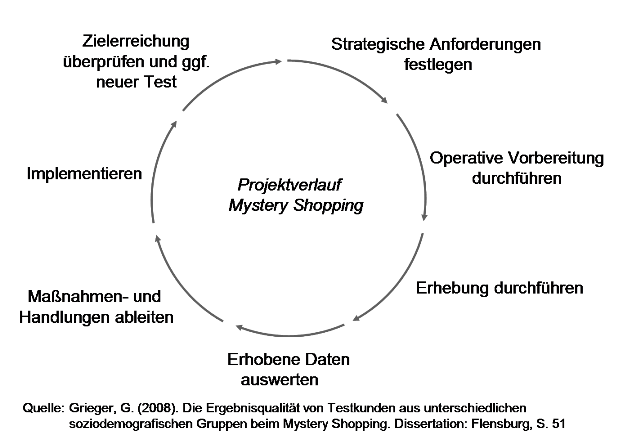
Mystery-Shopping-Projektablauf

Ein Mystery-Shopping-Projekt verläuft üblicherweise in unterschiedlichen Schritten. Im ersten Schritt sind die Anforderungen und Ziele festzulegen. Sollen beispielsweise Servicestandards überprüft und ggf. verbessert werden, so sind sie zunächst zu definieren. In der operativen Vorbereitung ist eine Vielzahl an Aufgaben abzuarbeiten: Der Beobachtungskatalog ist zu formulieren, die Art der Durchführung ist festzulegen (eigene Durchführung vs. Beauftragung eines Fremdunternehmens, Einsatz von Profitestern vs. Laientestern, Verpflichtung der Testkäufer zu Neutralität und Fairness), die Anzahl und die (mögliche) Art der Schulung der Tester ist zu bestimmen, der zeitliche Ablauf ist zu planen und die Rückspielung der Ergebnisse ist festzulegen. Im dritten Schritt wird die Erhebung durchgeführt. Anschließend werden die Daten ausgewertet und Handlungen abgeleitet. Diese werden umgesetzt, und schließlich wird die Zielerreichung überprüft.

## Marktvolumen
Für die Anzahl der Unternehmen, die beim Berufsverband Deutscher Markt- und Sozialforscher als Anbieter von Mystery Shopping-Dienstleistungen registriert sind, ist zwischen 1997 und 2008 ein Anstieg von drei auf 112 Unternehmen zu verzeichnen. Während das deutsche Marktvolumen für Mystery Shopping 2003 auf 20–30 Mio. € geschätzt wurde, wurde es 2005 auf einer Bandbreite von 30–50 Mio. € eingestuft. Der europäische Verband, die Mystery Shopping Providers Association (MSPA), geht für Deutschland von einem jährlichen durchschnittlichen Wachstum von 8 % bis 2010 aus. Vorsichtigere Schätzungen gehen von einer Entwicklung des deutschen Marktvolumens auf 75 Mio. € im Jahre 2010 aus. Demnach soll dann der Gipfel der Entwicklung erreicht sein. Das Umsatzvolumen für Mystery Shopping-Dienstleistungen in Europa wird von der MSPA für 2005 auf 210 Mio. € und für Nordamerika auf rund 600 Mio. € geschätzt.